# Peter Mombaur
Peter Michael Mombaur (ur. 12 grudnia 1938 w Solingen, zm. 23 kwietnia 2021) – niemiecki polityk, prawnik i samorządowiec, poseł do Parlamentu Europejskiego IV i V kadencji.

## Życiorys
W 1958 zdał maturę, studiował prawo i historię na uniwersytetach w Marburgu, Bonn i Kolonii. Na tej ostatniej uczelni w 1964 uzyskał stopień doktora prawa. Zdał państwowe egzaminy prawnicze I i II stopnia. Pracował w instytucjach finansowych i samorządowych. Od 1988 do 200 był zastępczą członka sądu konstytucyjnego Nadrenii Północnej-Westfalii. W okresie przemian politycznych na przełomie lat 80. i 90. pełnił funkcję doradcy demokratycznych rządów (NRD, Polski i Węgier).
W 1956 wstąpił do Junge Union w Solingen, organizacji młodzieżowej Unii Chrześcijańsko-Demokratycznej. Od 1960 do 1964 kierował tą organizacją. W 1957 został członkiem CDU, był radnym Solingen (1964–1969) i Haan (1989–1994).
W 1994 i w 1999 z listy Unii Chrześcijańsko-Demokratycznej uzyskiwał mandat deputowanego do Parlamentu Europejskiego. Był m.in. członkiem grupy chadeckiej oraz wiceprzewodniczącym Komisji Przemysłu, Handlu Zewnętrznego, Badań Naukowych i Energii w V kadencji PE, w którym zasiadał do 2004.
Związany następnie ze spółkami prawa handlowego i organizacjami branży energetycznej, a także jako wykładowca z Uniwersytetem w Kolonii.